# Lanarvily
Lanarvily är en kommun i departementet Finistère i regionen Bretagne i västra Frankrike. Kommunen ligger i kantonen Plabennec som tillhör arrondissementet Brest. År 2022 hade Lanarvily 406 invånare.

## Befolkningsutveckling
Antalet invånare i kommunen Lanarvily
Referens:INSEE